# أدريان بيرس (لاعب هوكي الحقل)
أدريان بيرس (بالإنجليزية: Adrian Berce)‏ هو لاعب هوكي الميدان أسترالي، ولد في 1958.

## وصلات خارجية
- أدريان بيرس على موقع اللجنة الأولمبية الدولية (الإنجليزية)
- أدريان بيرس على موقع أوليمبيديا (الإنجليزية)
- أدريان بيرس على موقع اللجنة الأولمبية الأسترالية (الإنجليزية)